# Церковь Сошествия Святого Духа (Краков)
Церковь Сошествия Святого Духа (пол. Kościół Zesłania Ducha Świętego) — католическая церковь, находящаяся в Кракове, Польша. Храм располагается на пересечении улиц Кобежинской и Ростворовского.

## История
24 сентября 1987 года краковский муниципалитет выдал разрешение для строительства новой церкви на улице Ростворовского. 25 декабря 1989 года краковский архиепископ кардинал Франтишек Махарский учредил новый приход Сошествия Святого Духа в краковском оседле Ручай. 2 февраля 1993 года архитектурный комитет выдал разрешения на строительство новой церкви. 8 июня 1997 года Франтишек Махарский освятил краеугольный камень нового храма, после чего началось строительство церкви. Автором проекта стал краковский архитектор Витольд Ценцкевич.
В последующее время была сооружена колокольня с четырьмя колоколами под именами «Иисус Христос — Искупитель Человека», «Пресвятая Дева Мария», «Святой Иосиф» и «Святой Казимир». 13 ноября 2004 года кардинал Францишек Махарский совершил освящение этой колокольни.
22 октября 2011 года состоялось освящение церкви, которое совершил Франтишек Махарский.